# Маріо Бергамаскі
Маріо Бергамаскі (італ. Mario Bergamaschi; 7 січня 1929, Крема — 18 січня 2020, Крема) — італійський футболіст, що грав на позиціях захисника і півзахисника, зокрема за клуби «Мілан» та «Сампдорія», а також національну збірну Італії.

## Клубна кар'єра
Народився 7 січня 1929 року в місті Крема. Вихованець футбольної школи місцевого однойменного клубу. Дорослу футбольну кар'єру розпочав 1947 року в основній команді «Креми», в якій провів три сезони, взявши участь у 52 матчах третього дивізіону італійської першості.
Протягом 1950—1953 років захищав кольори клубу «Комо». За результатами сезону 1952/53 команда посіла передостаннє місце у турнірній таблиці і вибула до Серії B. Однак Бергамаскі продовжив виступи на рівні елітного італійського дивізіону, отримавши запрошення приєднатися до одного з лідерів національної першості, «Мілана». Відіграв за «россонері» п'ять сезонів своєї ігрової кар'єри. Був основним гравцем «Мілана», в сезонах 1954/55 і 1956/57 допомагав команді здобути титули чемпіона Італії.
1958 року перейшов до «Сампдорії», у складі якої був одним з лідерів команди протягом наступних шести років.
Завершував ігрову кар'єру у рідній команді «Крема», у складі якої провів 12 ігор у сезоні 1964/65.

## Виступи за збірну
1954 року дебютував в офіційних матчах у складі національної збірної Італії. Згодом у 1955 і 1958 роках провів ще по дві гри за національну команду.
Помер 18 січня 2020 року на 92-му році життя у місті Крема.
| Дата       | Місто | Господарі | Результат | Гості          | Турнір                             | Голи | Примітки |
| ---------- | ----- | --------- | --------- | -------------- | ---------------------------------- | ---- | -------- |
| 5-12-1954  | Рим   | Італія    | 2 – 0     | Аргентина      | товариський матч                   | -    |          |
| 16-1-1955  | Барі  | Італія    | 2 – 2     | Бельгія        | товариський матч                   | -    |          |
| 29-5-1955  | Турин | Італія    | 0 – 4     | Югославія      | Кубок Центральної Європи 1955—1960 | -    |          |
| 9-11-1958  | Париж | Франція   | 2 – 2     | Італія         | товариський матч                   | -    |          |
| 13-12-1958 | Генуя | Італія    | 1 – 1     | Чехословаччина | Кубок Центральної Європи 1955—1960 | -    |          |
| Усього     |       | Матчів    | 5         |                | Голів                              | 0    |          |

## Титули і досягнення
- Чемпіон Італії (2):

«Мілан»: 1954–1955, 1956–1957